# Aplidium schultzei
Aplidium schultzei is een zakpijpensoort uit de familie van de Polyclinidae. De wetenschappelijke naam van de soort is voor het eerst geldig gepubliceerd in 1913 door Hartmeyer.